# Lissocarpa benthamii
Lissocarpa benthamii là một loài thực vật có hoa trong họ Thị. Loài này được Gürke mô tả khoa học đầu tiên năm 1891.